# 大谷智久
大谷 智久（おおたに ともひさ、1985年2月14日 - ）は、兵庫県出身の元プロ野球選手（投手）・コーチ。右投右打。

## 経歴

### プロ入り前
岡山県新見市生まれ。小学生の時に神奈川県横浜市の「荏田ブランチーズ」でソフトボールを始め、大阪府の茨木市立西陵中学校在学時は軟式野球部に所属し大阪大会優勝。
報徳学園高校に進学後は2年春からエースとなり、尾崎匡哉らと共に3年時には第74回選抜高等学校野球大会に出場して西村健太朗・白濱裕太らを擁する広陵高校、須永英輝を擁する浦和学院高校、谷哲也を擁する鳴門工業高校などを破り優勝。自身は初戦から決勝戦までの6日間で5試合を全て完投した。夏は兵庫大会決勝で坂口智隆を擁する神戸国際大附高校を破り、第84回全国高等学校野球選手権大会に春夏連続となる出場を果たすも1回戦で浦和学院高校に敗れた。
高校卒業後は早稲田大学スポーツ科学部に進学し、野球部では1年春からリーグ戦に登板。2年時以降は主戦格となり、リーグ戦通算51試合登板、18勝8敗、防御率1.79、202奪三振の成績を残し、4年春には最優秀防御率のタイトルを獲得した。社会人野球のトヨタ自動車に入社後も1年目から公式戦で登板し、都市対抗野球大会と社会人野球日本選手権大会に3年連続で出場。選手権大会では2007年、2008年と2連覇して後者では最優秀選手賞を受賞し、2009年の第80回都市対抗野球大会では準優勝して優秀選手賞を受賞。
2009年のドラフト会議では、ロッテから2位指名を受け、契約金8000万円、年俸1500万円（金額はいずれも推定）で契約し入団。背番号は同年引退した、早稲田大学の先輩である小宮山悟が着けていた14に決まった。なお、同僚の荻野貴司はロッテから、中澤雅人は東京ヤクルトスワローズからそれぞれ1位指名を受けた。

### プロ入り後
2010年は、4月23日の福岡ソフトバンクホークス戦（千葉マリンスタジアム）でリリーフとしてプロ初登板。同25日の同カードでは先発した川越英隆が負傷降板した後を受けて2回途中からロングリリーフし、パシフィック・リーグの新人で最初の勝利投手となった。その後も中継ぎ投手として計11試合に登板するも、1勝2敗、防御率7.20に終わった。
2011年は、開幕一軍入りを果たし、当初はロングリリーフで好投した。その後、ビル・マーフィーの離脱等により5月31日の東京ヤクルトスワローズ戦で初の先発マウンドに上る。以後先発として起用され、7月2日の東北楽天ゴールデンイーグルス戦で先発初勝利を挙げた。しかし8月半ばからは打ち込まれる場面が目立ち、9月4日以降は再びリリーフに配置転換される。この年は、最終的にキャリアでも最多となる120.0回を投げ、先発としては15登板で3勝9敗、防御率4.21、WHIP1.36と振るわなかったが、中継ぎでは19試合に登板し防御率1.11、WHIP0.84と優れた数字を残した。
2012年は、4月19日に一軍昇格すると、ロングリリーフやビハインド時の中継ぎとして登板する機会を多く得た。7月以降になると、中継ぎとして登板した後、中1日や中3日で先発登板し、勝ち星を挙げるなど、中継ぎとして36試合、先発として6試合に登板するフル回転の年となった。
2013年は、成瀬善久の登録抹消を受けて4月5日の楽天戦で先発するも、3回途中6失点と打ち込まれ、翌日に登録抹消となる。その後再昇格すると、7月14日には同姓の大谷翔平と対戦し、本塁打を許した。さらに同30日には大谷翔平と先発として投げ合うも、智久は4回0/3を5失点、翔平は4回5失点と、こちらは痛み分けとなった。その後も先発や中継ぎとして計14試合に登板（9試合に先発）するも、安定感に欠き、2勝5敗で、防御率は6.99だった。シーズンオフには、630万円減となる年俸3070万円で契約更改した（金額は推定）。秋季キャンプ最終日の前日には、伊東勤監督自らブルペン捕手を務め、160球を投じ、手応えを掴んだという。
2014年は、開幕一軍入りを果たすと、前年までの便利屋のようなポジションから、中継ぎに専念。4月13日に登録抹消されることもあったが、益田直也の不調により中盤からセットアッパーとして、勝ち試合の8回に起用されるようになった。抑えの西野勇士と共に勝利の方程式を担い、最終的に49試合に登板。チームトップタイとなる23ホールドを記録し、防御率も1.94と好成績を残した。特に与四球率1.49を記録するなど、優れた制球力を発揮した。この年の好調の要因について、「あの時のブルペンですね」と、前述の秋季キャンプでの投球を挙げている。シーズンオフには、1930万増となる、年俸5000万円で契約更改した（金額は推定）。
2015年は、前年同様、西野へつなぐセットアッパーとして勝ち試合の8回を担当。チームのクライマックスシリーズ進出争いを支えて、8月までに48試合に登板し、2勝1敗28ホールド、防御率2.73の成績を残していたが、8月29日のオリックス・バファローズ戦で右内転筋を痛め、右内転筋肉離れで負傷離脱した。それでも9月22日に復帰すると、復帰後は8試合で1勝0敗4ホールド、防御率0.00の活躍で、クライマックスシリーズ進出に貢献した。シーズン成績は、自己最多となる56試合の登板で3勝1敗、防御率2.39、リーグ2位となる32ホールドを挙げた。さらに、与四球は5個、K/BBは10.60と優秀な成績を収めた。レギュラーシーズン終了後は、クライマックスシリーズに初出場。ファーストステージでは3戦全てに登板。第2戦こそ3失点を喫し敗戦投手となってしまうが、その他の試合では無失点に抑え、2ホールドを挙げた。ファイナルステージでは2試合で計2回2/3を投げ無安打に抑える好投を見せるも、チームは敗退した。オフには3000万増の年俸8000万円で契約更改した（金額は推定）。
2016年も開幕一軍入りを果たしたが、3月25日の北海道日本ハムファイターズとの開幕戦に登板した際に腰を痛め、習志野市内の病院で検査を受けたところ、腰椎椎間板症で全治3週間と診断され、翌日に出場選手登録を抹消された。5月10日に一軍復帰。復帰当初は不調だったが、徐々に調子を上げ、6月は12試合で0勝1敗6ホールド、防御率1.50の好成績を収めた。しかし、8月2日の日本ハム戦で右膝を痛め、右膝内側側副靱帯損傷で再び離脱した。9月26日に復帰したが、復帰後は2試合の登板のみでシーズンを終えた。シーズン成績は32試合に登板し1勝3敗13ホールド、防御率3.45だった。オフには300万減となる年俸7700万円で契約更改した。
2017年は、開幕から一度も離脱することなく一軍に帯同。9月21日には史上26人目となる通算100ホールドを達成した。この年は、前年まで抑えを務めた西野が先発再転向、この年から抑えを任された益田や、南昌輝、松永昂大、藤岡貴裕など、前年までブルペンを支えた救援陣が総じて不調に陥る中、新人の有吉優樹と共にフル回転し、最終的に55試合に登板。3勝2敗23ホールド、防御率3.12の成績を残し、オフには1100万増となる年俸8800万円（金額は推定）で契約更改した。
2018年は、投手陣では最年長となった。7月11日までは0勝2敗15ホールド、防御率3.60の成績を残していたが、それ以降は失点する試合が増え、最終的には45試合に登板したものの、0勝3敗18ホールド、防御率5.40に終わり、オフには400万減となる年俸8400万円（金額は推定）で契約更改した。
2019年は、二軍で34試合に登板し、防御率1.57の成績を残し、シーズン終盤の9月15日に初登板を果たした。しかし、二死から木村文紀の左中間への飛球を荻野と加藤翔平が交錯。その間に木村が生還し、敗戦投手となった。さらに、20日にはマイク・ボルシンガーが緊急降板した後を継ぐも、1回2失点で再び敗戦投手となった。結局、シーズンではこの2試合の登板に留まり、0勝2敗、防御率10.80に終わった。オフには減額制限を大幅に超える52%（4500万）減となる、年俸4000万円で契約更改した。
2020年は一軍登板が無く、11月9日に球団から戦力外通告を受けた。現役続行を希望し、12球団合同トライアウトには参加せずに連絡を待ったがオファーは来ず、12月14日に現役引退することが発表された。

### 現役引退後
引退発表と同時に、2021年はロッテの育成投手コーチに就任することが発表された。背番号は85。その後、2022年は二軍投手コーチを、2023年からは退団した川越英隆に代わってチーフ投手コーチを務めた。
2025年からは投手コーディネーターに配置転換となり、コーチ登録から外れた。

## 選手としての特徴
最速148km/h、平均球速約138km/hの速球に、スライダー・カーブ・フォークボールを投げ分ける。打者の手元で変化させる投球が持ち味。

## 人物
愛称は「タニ」。
同じ名字で、「二刀流」として話題となった大谷翔平が日本ハムに入団すると、「二刀流じゃない方の大谷」などと呼ばれたが、「大谷君（翔平）のおかげで僕の名前を覚えてくれたファンの方もいるし感謝しかない。」と、むしろ感謝を示している。
アマチュア時代から「伸ばしても似合わず、寝癖直しも面倒」という理由から自分のバリカンで散髪しており、「海坊主」と自称する丸刈り頭がトレードマーク。
社会人時代の監督である川島勝司は「カッとなることがあるが真面目」。高校時代の監督である永田裕治は「努力の子」と評している。
俳優の森山未來、格闘家の長島☆自演乙☆雄一郎と報徳学園高校の同級生である。

## 詳細情報

### 年度別投手成績
| 年 度      | 球 団      | 登 板 | 先 発 | 完 投 | 完 封 | 無 四 球 | 勝 利 | 敗 戦 | セ 丨 ブ | ホ 丨 ル ド | 勝 率 | 打 者 | 投 球 回 | 被 安 打 | 被 本 塁 打 | 与 四 球 | 敬 遠 | 与 死 球 | 奪 三 振 | 暴 投 | ボ 丨 ク | 失 点 | 自 責 点 | 防 御 率 | W H I P |
| ---------- | ---------- | ----- | ----- | ----- | ----- | -------- | ----- | ----- | -------- | ----------- | ----- | ----- | -------- | -------- | ----------- | -------- | ----- | -------- | -------- | ----- | -------- | ----- | -------- | -------- | ------- |
| 2010       | ロッテ     | 11    | 0     | 0     | 0     | 0        | 1     | 1     | 0        | 1           | .500  | 70    | 15.0     | 22       | 2           | 4        | 0     | 0        | 5        | 0     | 0        | 12    | 12       | 7.20     | 1.73    |
| 2011       | ロッテ     | 34    | 15    | 0     | 0     | 0        | 3     | 9     | 0        | 5           | .250  | 497   | 120.0    | 123      | 8           | 23       | 1     | 3        | 78       | 1     | 0        | 49    | 45       | 3.38     | 1.22    |
| 2012       | ロッテ     | 42    | 6     | 0     | 0     | 0        | 4     | 6     | 0        | 5           | .400  | 345   | 81.2     | 84       | 1           | 19       | 1     | 1        | 44       | 2     | 0        | 30    | 29       | 3.20     | 1.26    |
| 2013       | ロッテ     | 14    | 9     | 0     | 0     | 0        | 2     | 5     | 0        | 0           | .286  | 222   | 47.2     | 59       | 8           | 16       | 0     | 4        | 27       | 0     | 0        | 38    | 37       | 6.99     | 1.57    |
| 2014       | ロッテ     | 49    | 1     | 0     | 0     | 0        | 2     | 2     | 0        | 23          | .500  | 230   | 60.1     | 45       | 2           | 10       | 1     | 4        | 40       | 0     | 0        | 13    | 13       | 1.94     | 0.91    |
| 2015       | ロッテ     | 56    | 0     | 0     | 0     | 0        | 3     | 1     | 0        | 32          | .750  | 250   | 64.0     | 57       | 4           | 5        | 0     | 2        | 53       | 1     | 0        | 21    | 17       | 2.39     | 0.97    |
| 2016       | ロッテ     | 32    | 0     | 0     | 0     | 0        | 1     | 3     | 0        | 13          | .250  | 135   | 31.1     | 32       | 2           | 10       | 0     | 1        | 15       | 0     | 0        | 14    | 12       | 3.45     | 1.32    |
| 2017       | ロッテ     | 55    | 0     | 0     | 0     | 0        | 3     | 2     | 0        | 23          | .600  | 214   | 52.0     | 47       | 5           | 14       | 0     | 1        | 33       | 1     | 0        | 20    | 18       | 3.12     | 1.17    |
| 2018       | ロッテ     | 45    | 0     | 0     | 0     | 0        | 1     | 3     | 0        | 18          | .250  | 191   | 41.2     | 50       | 9           | 17       | 3     | 1        | 36       | 2     | 0        | 25    | 25       | 5.40     | 1.61    |
| 2019       | ロッテ     | 2     | 0     | 0     | 0     | 0        | 0     | 2     | 0        | 0           | .000  | 10    | 1.2      | 2        | 0           | 2        | 0     | 0        | 1        | 0     | 0        | 3     | 2        | 10.80    | 2.40    |
| 通算：10年 | 通算：10年 | 340   | 31    | 0     | 0     | 0        | 20    | 34    | 0        | 120         | .370  | 2164  | 515.1    | 521      | 41          | 120      | 6     | 17       | 332      | 7     | 0        | 225   | 210      | 3.67     | 1.24    |

### 年度別守備成績
| 年 度      | 球 団      | 投手  | 投手  | 投手  | 投手  | 投手  | 投手     |
| 年 度      | 球 団      | 試 合 | 刺 殺 | 補 殺 | 失 策 | 併 殺 | 守 備 率 |
| ---------- | ---------- | ----- | ----- | ----- | ----- | ----- | -------- |
| 2010       | ロッテ     | 11    | 2     | 5     | 0     | 0     | 1.000    |
| 2011       | ロッテ     | 34    | 14    | 25    | 0     | 1     | 1.000    |
| 2012       | ロッテ     | 42    | 8     | 13    | 0     | 0     | 1.000    |
| 2013       | ロッテ     | 14    | 3     | 7     | 1     | 0     | .909     |
| 2014       | ロッテ     | 49    | 4     | 10    | 0     | 1     | 1.000    |
| 2015       | ロッテ     | 56    | 4     | 9     | 0     | 0     | 1.000    |
| 2016       | ロッテ     | 32    | 3     | 6     | 1     | 0     | .900     |
| 2017       | ロッテ     | 55    | 5     | 7     | 2     | 0     | .857     |
| 2018       | ロッテ     | 45    | 4     | 10    | 0     | 1     | 1.000    |
| 2019       | ロッテ     | 2     | 0     | 0     | 0     | 0     | ----     |
| 通算：10年 | 通算：10年 | 340   | 47    | 92    | 4     | 3     | .972     |

### 記録
初記録
投手記録
- 初登板：2010年4月23日、対福岡ソフトバンクホークス4回戦（千葉マリンスタジアム）、7回表2死に3番手で救援登板、1回1/3を無失点
- 初勝利：2010年4月25日、対福岡ソフトバンクホークス6回戦（千葉マリンスタジアム）、2回表無死に2番手で救援登板、3回1/3を無失点
- 初奪三振：同上、3回表に山崎勝己から空振り三振
- 初ホールド：2010年5月3日、対北海道日本ハムファイターズ7回戦（千葉マリンスタジアム）、6回表に3番手で救援登板、1回無失点
- 初先発：2011年5月31日、対東京ヤクルトスワローズ1回戦（QVCマリンフィールド）、5回2/3を2失点5奪三振（自責点0）で敗戦投手
- 初先発勝利：2011年7月2日、対東北楽天ゴールデンイーグルス8回戦（日本製紙クリネックススタジアム宮城）、7回1/3を2失点

打撃記録
- 初打席：2011年5月24日、対広島東洋カープ2回戦（MAZDA Zoom-Zoom スタジアム広島）、4回表に福井優也から二塁ゴロ
- 初安打：2011年6月6日、対中日ドラゴンズ4回戦（ナゴヤドーム）、5回表にマキシモ・ネルソンから右中間二塁打

節目の記録
- 100ホールド：2017年9月21日、対埼玉西武ライオンズ25回戦（メットライフドーム）、8回裏に2番手で救援登板、1回無失点 ※史上26人目[28]

### 背番号
- 14（2010年 - 2020年）
- 85（2021年 - 2024年）

### 登場曲
- 「eye」coba（2010年 - ）
- 「Brave」ナオト・インティライミ（2011年 - ）
- 「ソラシド」GReeeeN（2014年 - 2020年）